# Ga Daeseong-ri
Ga Daeseong-ri là ga đường sắt trên Tuyến Gyeongchun.

## Bố trí ga
| ↑ Maseok        |
| ４３ \| ２１ \| |
| Cheongpyeong ↓  |

| １·２ | ●Tuyến Gyeongchun | → Hướng đi Chuncheon →                                  |
| ３·４ | ●Tuyến Gyeongchun | ← Hướng đi Sangbong · Cheongnyangni · Đại học Kwangwoon |